# Всесвітня конвенція про авторське право
Всесвітня конвенція про авторське право (англ. Universal Copyright Convention) — це одна з двох основоположних конвенцій про авторське право (інша — це Бернська конвенція), підписана 6 вересня 1952 року у місті Женева (Швейцарія).
Всесвітня конвенція про авторське право була розроблена за участю ЮНЕСКО як альтернатива до Бернської конвенції для тих країн, що не згодні з її точкою зору, але все ж таки хочуть стати учасницями багатосторонньої конвенції про авторське право. Такі країни включають до себе країни що розвиваються, а також Радянський Союз, котрий вважав, що Бернська конвенція надає надзвичайні переваги західно-європейським країнам із розвинутим експортом об'єктів авторського права, а також Сполученим Штатам Америки та більшій частині Латинської Америки. Сполучені Штати та Латинська Америка вже були членами регіональної Пан-Американської конвенції про авторське право, котра була «слабшою» за Бернську конвенцію. Багато з країн-учасниць Бернської конвенції одночасно вступили й до Всесвітньої конвенції, таким чином їх об'єкти авторського права також отримують охорону поза межами Бернської конвенції.
Оскільки майже всі країни світу є членами Світової організації торгівлі та погоджуються з Угодою щодо торговельних аспектів прав інтелектуальної власності, Всесвітня конвенція про авторське право таким чином втратила свою минулу значущість.